# カコジル酸
カコジル酸（Cacodylic acid）またはジメチルアルシン酸（Dimethylarsinic acid）は化学式 (CH3)2AsO2H で表される有機ヒ素化合物。両性である。カコジル酸塩は除草剤として多く用いられ、カコジル酸とカコジル酸ナトリウムの混合物はベトナム戦争において枯葉剤 (青)（Agent Blue）として使用された。カコジル酸ナトリウムは生体試料を電子顕微鏡のために調製、固定する際の緩衝液としてよく用いられる。

## 歴史
1760年、ルイ・クロード・カデ・ド・ガシクールが三酸化二ヒ素 As2O3 と4当量の酢酸カリウム CH3CO2K を化合させ、酸化カコジル ((CH3)2As)2O やカコジル ((CH3)2As)2 を含む“カデの発煙液体”と呼ばれる赤色液体を合成した。これが最初に合成された有機金属化合物であると考えられている。
カコジル類の初期の重要な研究はマールブルク大学のロベルト・ブンゼンによってなされた。ブンゼンは化合物について「この物質のにおいは瞬時に手足のうずき、さらには、めまいや失神をもたらす。これらの匂いに晒されると他の悪影響が顕れなくても舌が黒い膜で覆われることが特徴である」と述べた。彼のこの分野の研究はメチルラジカルに対する知見を深めることにつながった。その後、ブンゼンはカコジルの爆発に巻き込まれて右目を失明した。
カコジル酸およびその塩は多種多様な製造業者および商品名において除草剤に配合された。APCホールディングス社はカコジル酸とその塩を“Phytar”の商品名で発売した。枯葉剤 (青)としてベトナムで使用されたものは Phytar 560G である。

## 合成と反応
酸化カコジルの過酸化水素などによる酸化または三ハロゲン化ジメチルヒ素の加水分解によりカコジル酸を調製する。
カコジル酸を還元してできるジメチルアルシン（III）は有機ヒ素化合物合成における汎用性の高い中間体である。
{\displaystyle {\ce {(CH3)2AsO2H + 2Zn + 4HCl -> (CH3)2AsH + 2ZnCl2 + 2H2O}}}
{\displaystyle {\ce {(CH3)2AsO2H + SO2 + HI -> (CH3)2AsI + SO3 + H2O}}}

## 身体への影響
カコジル酸は、経口摂取、吸入または皮膚接触により高い毒性を有する。かつては無機ヒ素解毒の副産物と考えられていたが、今日ではカコジル酸自体が健康への深刻な影響を持っていると考えられている。げっ歯類に対して催奇性があることが示されており、高用量において口蓋裂や死産を高頻度に引き起こす。ヒト細胞において遺伝子毒性があることが示されており、アポトーシスやDNA産生の減少、複製DNA鎖の短縮を引き起こす。カコジル酸自体に強い発がん性はないが、発がん性物質存在下において腎臓や肝臓などの臓器の腫瘍生成を促進する。